# Indian Red
Indian Red est une chanson traditionnellement entonnée au début et à la fin des rassemblements des Indiens de Mardi gras à La Nouvelle-Orléans. Ce chant traditionnel peut avoir été enregistré par Sugar Boy Crawford dans les années 1950. Il a depuis été enregistré de nombreuses fois par Dr. John et The Wild Tchoupitoulas (en) entre autres.
Danny Barker est crédité d'une version de 1947 avec : Danny Barker guitare et chant, Don Kirkpatrick au piano, Heywood Henry au saxophone baryton, et Freddie Moore.

## Paroles
Madi cu defio, en dans dey, end dans day
Madi cu defio, en dans dey, end dans day
We are the Indians, Indians, Indians of the nation
The wild, wild creation
We won't bow down
Down on the ground
Oh how I love to hear him call Indian Red
I've got a Big Chief, Big Chief, Big Chief of the Nation
The wild, wild creation
He won't bow down
Down on the ground
Oh how I love to hear him call Indian Red